# محوطه خوراب
محوطه خوراب مربوط به هزاره دوم قم است و در شهرستان ایرانشهر، بخش بمپور، دهستان بمپورشرقی، ۵۰۰ متری شمال شرقی روستای خوراب واقع شده و این اثر در تاریخ ۲۲ آبان ۱۳۸۶ با شمارهٔ ثبت ۱۹۹۶۱ به‌عنوان یکی از آثار ملی ایران به ثبت رسیده است.